# Aus Liebe wollt ich alles wissen
Aus Liebe wollt ich alles wissen ist ein Lied des Popduos Rosenstolz. Die Single erschien am 23. März 2007 in Deutschland und Österreich als Benefiz-Lied für die AIDS-Hilfe.

## Musikvideo
Das Video zur Single wurde unter der Regie von Joern Heitmann gedreht. Die ausführende Produktionsfirma war die Katapult Filmproduktion. Sibel Kekilli spielt eine Braut, die ziellos durch Berlin läuft, bis sie am Schluss von einem kleinen Mädchen zu der Kirche gebracht wird, in der ihr zukünftiger Ehemann bereits verzweifelt auf sie wartet. Rosenstolz selbst haben in dem Video nur einen sekundenlangen Cameo-Auftritt.